# Bataille de Magnésie du Sipyle
Guerre antiochique
Batailles
Thermopyles - Bataille de l’Eurymédon (190 av. J.-C.)
La bataille de Magnésie du Sipyle ou bataille de Magnésie se déroule durant l'hiver 190-189, plus probablement au début de l'an 189. Elle oppose les légions romaines, dirigées par le consul Scipion l'Asiatique, à l'armée séleucide d'Antiochos III. Elle est la bataille décisive de la guerre antiochique qui dure de 192 à 189 av. J.-C. La bataille se tient dans une plaine, au confluent du fleuve Hermos et de la rivière Phrygie, non loin de la cité de Magnésie du Sipyle, en Asie Mineure (Turquie actuelle), à  40 km au nord-est de Smyrne.
Notre connaissance de la bataille repose essentiellement sur les textes de trois auteurs : le Romain Tite-Live, le Grec Appien et le Byzantin Zonaras. Du point de vue de l’histoire militaire, cette bataille est, avec celles de Cynoscéphales et de Pydna, une des trois grandes victoires que les armées romaines remportent sur les armées hellénistiques au IIe siècle av. J.-C. On considère généralement que ces victoires sont dues en partie à la supériorité tactique de la légion romaine sur la phalange de type macédonien.

## Origines de la guerre antiochique
À son retour de ses campagnes bactrienne (210–209 av. J.-C.) et indienne (206–205 av. J.-C.), Antiochos conclut une alliance avec Philippe V de Macédoine en vue de conquérir conjointement les territoires du royaume lagide. En 198 av. J.-C., il remporte la victoire lors de la cinquième guerre de Syrie, prenant le contrôle de la Cœlé-Syrie et assurant ainsi la sécurité de sa frontière sud-est. Il dirige ensuite ses efforts vers l’Asie Mineure et mène une campagne victorieuse contre les possessions côtières des Ptolémées. En 196 av. J.-C., il profite de la mort d’Attale Ier pour attaquer les cités contrôlées par la dynastie attalide. Craignant qu’Antiochos ne s’empare de l’ensemble de l’Asie Mineure, les cités indépendantes de Smyrne et de Lampsaque sollicitent la protection de la République romaine.
Au début du printemps 196 av. J.-C., les troupes d’Antiochos franchissent le Hellespont et commencent à reconstruire la cité stratégique de Lysimachie. En octobre 196 av. J.-C., Antiochos rencontre à Lysimachie une délégation diplomatique romaine. Les Romains exigent qu’il retire ses troupes d’Europe et qu’il rétablisse le statut autonome des cités grecques d’Asie Mineure. Antiochos réplique en affirmant qu’il ne fait que reconstruire l’empire de son ancêtre Antiochos II et critique les Romains pour leur ingérence dans les affaires des États d’Asie Mineure, dont les droits sont traditionnellement défendus par Rhodes.
À la fin de l’hiver 196/195 av. J.-C., l’ancien ennemi de Rome, le général Hannibal de Carthage, fuit sa patrie et se réfugie à la cour d’Antiochos, à Éphèse. Malgré l’émergence d’un parti belliciste dirigé par Scipion l'Africain, le Sénat romain fait preuve de retenue. Les Séleucides poursuivent leur expansion en Thrace, occupant un territoire allant de Périnthe à Maronée, aux dépens des tribus Thraces. Les négociations entre les Romains et les Séleucides reprennent mais se heurtent de nouveau à des divergences, notamment en ce qui concerne le droit grec et le droit romain relatifs au statut des territoires contestés. Durant l’été 193 av. J.-C., un représentant de la Ligue étolienne assure Antiochos du soutien des Étoliens en cas de guerre contre Rome, tandis qu’Antiochos donne un soutien tacite aux projets d’Hannibal visant à fomenter un coup d'État anti-romain à Carthage.
Les Étoliens cherchent à entraîner les cités grecques dans une révolte générale contre Rome, sous la direction d’Antiochos. Ils s’emparent alors de la cité portuaire stratégique de Démétrias, où ils éliminent les principaux membres de la faction favorable à Rome. En septembre 192 av. J.-C., le général étolien Thoantas arrive à la cour d’Antiochos et le convainc de s’opposer ouvertement aux Romains en Grèce. Les Séleucides mobilisent pour cette campagne 10 000 fantassins, 500 cavaliers, 6 éléphants de guerre et 300 navires.

## Opérations militaires avant Magnésie

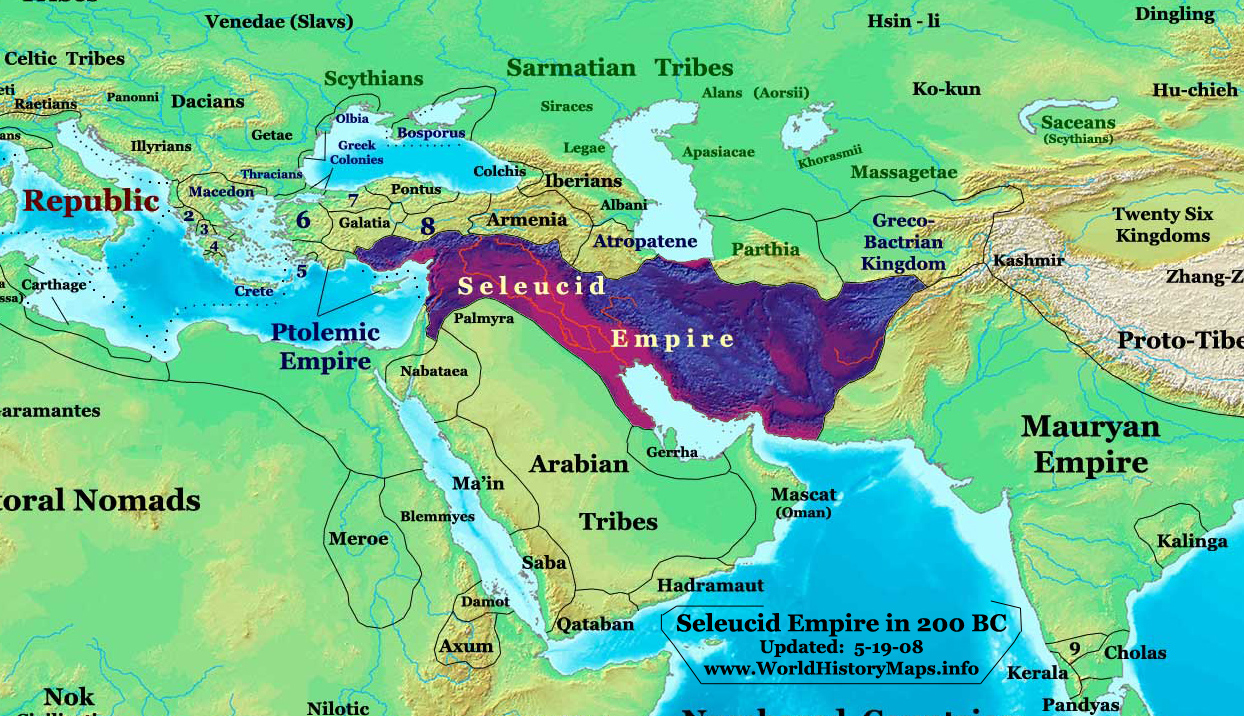
L'Empire Séleucide en 200 av. J.-C. (avant son expansion en Anatolie et en Grèce).).

La flotte séleucide navigue via Imbros et Skiathos, puis atteint Démétrias, où l’armée d’Antiochos débarque. La Ligue achéenne déclare la guerre aux Séleucides et aux Étoliens, rapidement suivie par les Romains en novembre 192 av. J.-C. Antiochos contraint Chalcis à lui ouvrir ses portes, faisant de la cité sa base d’opérations. Il tente ensuite de restaurer son alliance avec Philippe V de Macédoine, rompue après la défaite décisive de ce dernier face aux Romains lors de la bataille de Cynoscéphales en 197 av. J.-C. Philippe, convaincu de la victoire romaine à venir, espère obtenir des compensations territoriales ainsi que l’annulation des réparations de guerre qu’il doit à Rome ; les Séleucides ne pouvant offrir ni l’un ni l’autre, il rejette les avances d’Antiochos et se rallie aux Romains. Entre décembre 192 et mars 191 av. J.-C., Antiochos mène campagne en Thessalie et en Acarnanie.
Une contre-offensive conjointe des Romains et de leurs alliés macédoniens anéantit tous les gains territoriaux d’Antiochos en Thessalie en moins d’un mois. Le 26 avril 191 av. J.-C., les deux camps s’affrontent lors de la bataille des Thermopyles (191 av. J.-C.), au cours de laquelle l’armée d’Antiochos subit une lourde défaite. Le roi séleucide regagne alors Éphèse peu après. Les Séleucides tentent alors de détruire la flotte romaine avant qu’elle ne rejoigne celles de Rhodes et des Attalides, mais la flotte romaine les défait lors de la bataille de Corycos en septembre 191 av. J.-C., s’emparant de plusieurs cités dont Dardanus et Sestos sur l’Hellespont.
En mai 190 av. J.-C., Antiochos envahit le royaume de Pergame, ravage ses campagnes, assiège la capitale et force Eumène à revenir de Grèce. En août 190, les Rhodiens infligent une défaite à la flotte commandée par Hannibal lors de la bataille de l’Eurymédon (190 av. J.-C.). Un mois plus tard, une flotte combinée romano-rhodienne vainc les Séleucides à la bataille de Myonessos. Ces défaites privent les Séleucides du contrôle de la mer Égée, ouvrant ainsi la voie à une invasion romaine de l’Asie Mineure.
Antiochos retire ses troupes de Thrace et propose alors de couvrir la moitié des dépenses de guerre romaines tout en acceptant les conditions formulées à Lysimachie en 196 av. J.-C. Toutefois, à ce stade, les Romains sont résolus à écraser définitivement la puissance séleucide. Alors que les forces romaines atteignent Maronée, Antiochos commence à préparer une bataille décisive. Les Romains progressent par Dardanus jusqu’au fleuve Caïque, où ils rejoignent l’armée d’Eumène.

## Forces en présence
Les deux principaux récits antiques de la bataille proviennent de l’Ab Urbe condita libri de Tite-Live et du Syriaca d’Appien. Tous deux s’accordent à dire que l’armée romaine compte environ 30 000 hommes, tandis que celle des Séleucides aligne près de 72 000 soldats. Toutefois, les historiens modernes divergent sur ces chiffres : certains estiment que ces effectifs sont plausibles, d’autres avancent que les deux armées pourraient avoir compté chacune environ 50 000 hommes. Les Romains disposent de 16 éléphants de guerre, contre 54 pour les Séleucides,. Une anecdote célèbre rapporte qu’Antiochos aurait demandé à Hannibal si sa vaste formation, bien équipée, suffisait contre Rome ; ce dernier aurait répliqué avec ironie : « Amplement suffisante pour les Romains, aussi avides soient-ils ».
L’aile gauche séleucide est commandée par Séleucos, fils d’Antiochos, et son neveu Antipatros. Elle est composée de frondeurs Cyrtes, d’archers élymaïdes, de 4 000 peltastes, de 1 500 Illyriens, de 1 500 Cariens et Ciliciens, ainsi que de 1 000 Crétois. On y trouve aussi 2 500 cavaliers galates et 500 cavaliers tarentins légers, 1 000 cavaliers royaux, 3 000 cataphractaires, 2 000 fantassins cappadociens, 16 éléphants de guerre, et une troupe hétérogène de 2 700 fantassins légers.
Le centre est formé d’une phalange macédonienne de 16 000 hommes, commandée par Philippe, maître des éléphants. Elle est déployée en dix taxeis de 1 600 hommes, chacune en formation de 50 hommes de front sur 32 rangs de profondeur. Vingt éléphants sont répartis par paires dans les intervalles entre les unités, appuyés par 1 500 fantassins galates et 1 500 fantassins atiens.
L’aile droite, dirigée par Antiochos lui-même, comprend 3 000 cataphractaires, 1 000 cavaliers Agéma, 1 000 argyraspides de la garde royale, 1 200 archers Dahae, 2 500 archers Mysiens, 3 000 fantassins légers crétois et illyriens, 4 500 frondeurs cyrtes et archers élymaïdes, ainsi qu’une réserve de 16 éléphants de guerre. Devant la ligne principale sont placés des chars à faux et une unité d’archers arabes montés sur des chameaux, positionnés devant l’aile gauche. À leur droite immédiate, Minnionas et Zeuxis dirigent 6 000 psiloi (fantassins légers). Le camp militaire est gardé par 7 000 soldats séleucides considérés comme les moins aptes au combat,.
L’aile gauche romaine est commandée par le légat Cnaeus Domitius Ahenobarbus. Elle compte 10 800 fantassins lourds issus des contingents romains et alliés (socii), accompagnés de quatre escadrons de cavalerie de 100 à 120 hommes chacun. Le centre, également fort de 10 800 fantassins lourds romains et latins, est commandé personnellement par Scipion. L’infanterie romaine est disposée en trois lignes, les soldats les plus jeunes en première ligne, selon une formation plus ouverte et flexible que celle de leurs adversaires.
L’aile droite est dirigée par Eumène II et comprend entre 2 800 et 3 000 cavaliers, en majorité romains, auxquels s’ajoute un contingent pergamien de 800 hommes. En avant de la ligne principale romaine se trouvent 3 000 fantassins légers achaïens et pergamiens, ainsi que 800 archers crétois et illyriens. L’arrière-garde est formée de 2 000 volontaires thraces et macédoniens, ainsi que de 16 éléphants de guerre africains, jugés inférieurs aux éléphants asiatiques employés par les Séleucides,,.

## Déroulement de la bataille

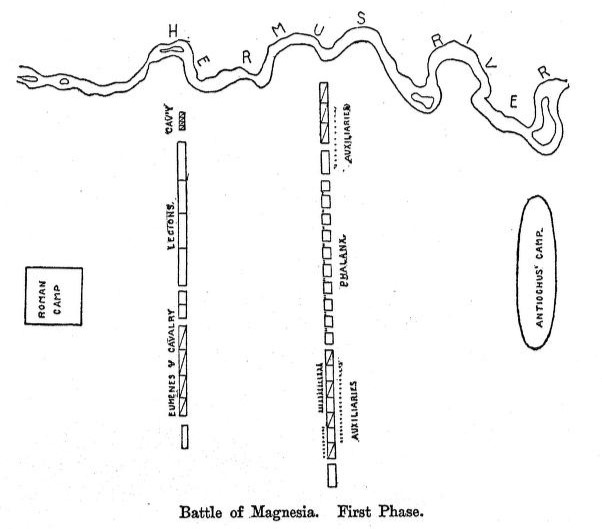
Première phase de la bataille.

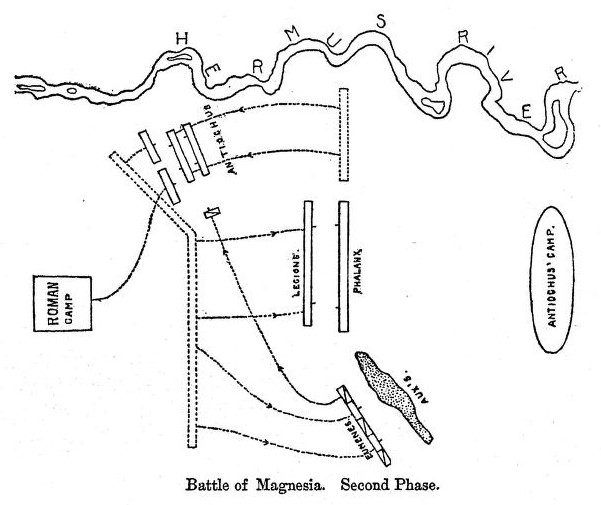
Deuxième phase de la bataille.

La bataille a lieu soit en décembre 190 av. J.-C., soit en janvier 189 av. J.-C. Les Romains avancent depuis Pergame en direction de Thyatira, où ils pensent rencontrer Antiochos. Ce dernier, désireux d’affronter ses adversaires sur un terrain de son choix, fait marcher son armée depuis Sardes jusqu’à Magnésie du Sipyle, où il établit son camp à environ 15km au nord-est de la ville. Magnésie avait déjà servi de champ de bataille aux Séleucides lors de la bataille de Couroupédion en 281 av. J.-C., qui s’était soldée par une victoire pour eux. Lorsque les Romains apprennent que les Séleucides ont quitté Thyatira, ils marchent pendant cinq jours vers la rivière Phrygios et installent leur camp au nord de l’Hermos, à environ 6,5km du camp séleucide. Antiochos envoie un détachement de 1 000 cavaliers galates et dahaïques pour attirer les Romains vers une position plus exposée, mais ces derniers refusent le combat. Trois jours plus tard, les Romains déplacent leur camp dans une plaine en forme de fer à cheval, à environ 4km du camp séleucide, bordée par les rivières Phrygios et Hermos sur trois côtés, dans l’espoir de limiter l’efficacité de la cavalerie adverse. Les Séleucides envoient alors à nouveau un détachement d’élite de 3 000 hommes pour harceler les Romains.
Durant les cinq jours suivants, les deux armées se déploient face à face sans engager le combat. Scipion se retrouve dans une situation de zugzwang stratégique : il ne peut espérer emporter la victoire en attaquant directement le camp fortement fortifié des Séleucides, mais en refusant l’engagement, il risque de voir ses lignes de ravitaillement coupées par la cavalerie adverse, plus nombreuse. Une retraite compromettrait le moral des troupes, d’autant que la saison hivernale approche. De plus, Scipion souhaite remporter une victoire décisive avant d’être remplacé par un nouveau consul envoyé depuis Rome. Les Romains avancent jusqu’au point où la Phrygios fait un angle droit vers le nord, laissant leur flanc droit non protégé par les rivières. Antiochos accepte le défi romain à l’aube du troisième jour après cette dernière manœuvre.
La bataille commence sur l’aile gauche séleucide, lorsque Eumène II envoie ses archers, frondeurs et lanciers harceler les chars à faux ennemis. Ces derniers, subissant de lourdes pertes, prennent la fuite dans la panique, semant la confusion parmi les archers arabes montés sur chameaux et les catafractaires positionnés derrière eux. Eumène charge alors avec sa cavalerie avant que les catafractaires ne puissent se réorganiser. La cavalerie romaine et pergamienne brise l’aile gauche séleucide, forçant les catafractaires à se replier vers leur camp. Les Galates, Cappadociens et fantassins mercenaires, situés à gauche de la phalange, sont simultanément attaqués par le centre et la droite romains, ce qui les fait reculer et expose le flanc gauche de la phalange.,
Sur l’aile droite séleucide, Antiochos mène personnellement l’assaut avec les cataphractaires et la cavalerie d’agéma contre l’infanterie lourde latine, tandis que les argyraspides affrontent les légionnaires romains. L’infanterie romaine rompt ses lignes et se replie vers le camp, où elle est renforcée par les Thraces et Macédoniens, puis ralliée par le tribun militaire Marcus Aemilius Lepidus. La cavalerie d’Antiochos, inadaptée à un assaut de camp, s’enlise dans les combats alors qu’elle est cruellement attendue ailleurs sur le champ de bataille., Au centre, la phalange séleucide résiste face à l’infanterie romaine, mais sa mobilité est insuffisante pour déloger les archers et frondeurs adverses qui la bombardent de projectiles. Elle commence à se replier lentement et de manière organisée, jusqu’à ce que les éléphants de guerre positionnés entre les taxeis paniquent sous les tirs et provoquent la rupture de la formation. Les phalangites jettent alors leurs armes et abandonnent le champ de bataille. Lorsque la cavalerie d’Antiochos revient au centre pour prêter main forte, l’armée séleucide est déjà en déroute. Antiochos rassemble les survivants et se retire à Sardes, tandis que les Romains pillent son camp.

## Conséquences politiques
La défaite d’Antiochos à Magnésie marque la fin de la domination de la phalange macédonienne sur les champs de bataille de l’époque hellénistique. Selon Tite-Live, 53 000 soldats séleucides périssent, 1 400 sont faits prisonniers, ainsi que 15 éléphants. En comparaison, il affirme que les pertes romaines s’élèvent à 349 morts, bien que les blessés soient beaucoup plus nombreux. Les estimations modernes révisent ce bilan à environ 10 000 morts du côté séleucide et 5 000 du côté romain. Peu après son arrivée à Sardes, Antiochos apprend que Séleucos a survécu à la bataille et se rend à Apamée de Phrygie pour le rejoindre. La défaite de Magnésie et le repli de la flotte séleucide d’Éphèse vers Patara provoquent la reddition aux Romains de nombreuses garnisons, dont celles de Sardes, Éphèse, Thyatira et Magnésie-du-Sipyle. Antiochos envoie alors Zeuxis et Antipatros auprès des Romains afin de négocier une trêve. Celle-ci est conclue à Sardes en janvier 189 av. J.-C., Antiochos acceptant d’abandonner toutes ses revendications à l’ouest des monts Taurus, de payer une lourde indemnité de guerre, et de livrer Hannibal ainsi que d’autres ennemis notoires de Rome parmi ses alliés.
Les Romains poursuivent alors leur politique de soumission de l’Asie Mineure et de punition des alliés d’Antiochos, déclenchant la guerre galatienne. En Grèce continentale, ils répriment les Athamaniens et les Étoliens qui avaient violé les termes d’une trêve antérieure. Durant l’été 189 av. J.-C., des ambassadeurs de l’Empire séleucide, de Pergame, de Rhodes et d’autres États d’Asie Mineure participent à des négociations de paix avec le Sénat romain. La Lycie et la Carie sont attribuées à Rhodes, tandis que les Attalides reçoivent la Thrace et la majeure partie de l’Asie Mineure à l’ouest du Taurus. L’indépendance des cités d’Asie Mineure ayant soutenu Rome avant la bataille de Magnésie est garantie. Antiochos s’engage également à retirer toutes ses troupes au-delà du Taurus et à refuser toute aide ou passage aux ennemis de Rome. Parmi les autres clauses figurent la remise d’Hannibal, de Thoantas et de vingt notables comme otages, la destruction de toute sa flotte à l’exception de dix navires, ainsi que la livraison annuelle à Rome de 40 500 modius de blé. Les conditions sont mises en application à l’été 188 av. J.-C., avec la signature de la paix d'Apamée.

## Sources antiques
- Appien, Guerres de Syrie, XI, 30-36.
- Tite-Live, Histoire romaine [détail des éditions] [lire en ligne], XXXVII, 37-44.
- Zonaras, IX, 20.